# Case 219
Case 219 es una película de 2010 de drama protagonizada por Evan Ross, Leven Rambin, y Taylor Nichols, y Harold Perrineau. La película fue escrita y dirigida por James Bruce y está basada en la novela de Walter Dean Myers Shooter.

## Sinopsis
Leonard Grey de 17 años, fue a una escuela en un tiroteo matando a un estudiante e hiriendo a decenas antes de dispararse a sí mismo. 

## Elenco
- Harold Perrineau- Franklyn Bonner
- Evan Ross- Cameron Porter
- Melora Walters- Victoria Lash
- Leven Rambin- Carla Evans
- Taylor Nichols- Richard Ewing
- Brett Davern- Leonard Gray
- John Nielsen- Det. Henry
- Natalie Smyka- Estudiante
- Damone Williams- Estudiante

## Lanzamiento
La película ha sido vista en diferentes siete festivales durante abril.